# Galimi
Galimi (en rus: Галимый) és un poble (possiólok) de l'óblast de Magadan, a Rússia, que el 2019 no tenia cap habitant.